# Кошкарата (Жамбылская область)
Кошкарата (каз. Қошқарата, до 1992 года — Кантемировка) — село в Жуалынском районе Жамбылской области Казахстана. Административный центр Кошкаратинского сельского округа. Находится примерно в 43 км к северо-западу от районного центра, села Бауыржан Момышулы. Код КАТО — 314254100.

## Население
В 1999 году население села составляло 1086 человек (531 мужчина и 555 женщин). По данным переписи 2009 года, в селе проживал 1091 человек (556 мужчин и 535 женщин).